# Gnamptogenys tortuolosa
Gnamptogenys tortuolosa é uma espécie de formiga do gênero Gnamptogenys.